# Brindisi rosso
Il Brindisi rosso è un vino DOC la cui produzione è consentita nella provincia di Brindisi e si concentra nei comuni di Brindisi e Mesagne.
Se invecchiato almeno due anni e con una gradazione alcolica non inferiore al 12,5% può portare la qualifica di "Brindisi rosso riserva".

## Caratteristiche organolettiche
- colore: rosso rubino più o meno intenso, con lievi toni arancioni se invecchiato.
- odore: vinoso con profumo intenso.
- sapore: asciutto, armonico, con retrogusto amarognolo, vellutato e giustamente tannico.

## Abbinamenti consigliati
Si accompagna a piatti impegnativi, quali arrosti di carni e cacciagione.

## Produzione
Provincia, stagione, volume in ettolitri
- Brindisi  (1990/91)  1333,65
- Brindisi  (1991/92)  690,27
- Brindisi  (1992/93)  3011,78
- Brindisi  (1993/94)  4277,77
- Brindisi  (1994/95)  1855,0
- Brindisi  (1995/96)  4559,8
- Brindisi  (1996/97)  8339,76